# Haukok
Haukok är en sjö i Jokkmokks kommun i Lappland och ingår i Luleälvens huvudavrinningsområde. Sjön har en area på 0,0721 kvadratkilometer och ligger 519 meter över havet. Haukok ligger i Pärlälvens fjällurskog Natura 2000-område.
Namnet är samiskt och kan på svenska översättas med Gäddsjön.

## Delavrinningsområde
Haukok ingår i det delavrinningsområde (741718-160921) som SMHI kallar för Mynnar i Lilla Luleälvens vattendragsyta. Medelhöjden är 503 meter över havet och ytan är 53,23 kvadratkilometer. Det finns inga avrinningsområden uppströms utan avrinningsområdet är högsta punkten. Kåtålvisjåkkå som avvattnar avrinningsområdet har biflödesordning 3, vilket innebär att vattnet flödar genom totalt 3 vattendrag innan det når havet efter 271 kilometer. Avrinningsområdet består mestadels av skog (93 procent). Avrinningsområdet har 0,59 kvadratkilometer vattenytor vilket ger det en sjöprocent på 1,1 procent.